# Matraz Schlenk

Una selección de matraces de Schlenk y un tubo de Schlenk (abajo a la derecha), usado para experiencias de laboratorio en condiciones de vacío o bajo atmósfera inerte.

Un matraz Schlenk o tubo Schlenk es un recipiente de reacción que se suele utilizar cuando las sustancias contenidas son sensibles al aire, y que fue inventado por Wilhelm Schlenk. Tienen un brazo lateral equipado con una llave de paso de PTFE o de vidrio esmerilado que permite que el gas interior sea evacuado o sustituido por otros gases (por lo general gases inertes como el nitrógeno o argón). Estos frascos suelen estar conectados a líneas de Schlenk que permiten que ambas operaciones se realicen con facilidad.
Los matraces Schlenk y los tubos Schlenk, al igual que la mayoría de artículos de vidrio de laboratorio, se fabrican con vidrio borosilicatado, como el vidrio Pyrex.
Los matraces de Schlenk tienen fondo redondo, mientras que los tubos Schlenk son alargados. Pueden ser adquiridos con facilidad en proveedores de material de laboratorio, o fabricados a partir de matraces de fondo redondo o de tubos de vidrio por un soplador de vidrio cualificado.

## Evacuación del aire de un matraz Schlenk
Normalmente, antes de introducir un disolvente o un reactivo en un matraz Schlenk, el matraz se seca y el aire interior se intercambia por un gas inerte. Para intercambiar la atmósfera del matraz se hacer pasar un gas inerte a través del mismo. El gas puede ser introducido a través del brazo lateral del recipiente, o por medio de una amplia gama de agujas (que se conectan a una línea de gas). El gas contenido en el frasco va saliendo a través del cuello del matraz. El método de la aguja tiene la ventaja de que esta se puede colocar en la parte inferior del matraz para eliminar mejor la atmósfera del matraz. Este método de enjuague con un gas inerte, puede ser ineficiente para frascos grandes y tampoco es práctico para aparatos complejos.
Una forma alternativa de cambiar la atmósfera de un frasco Schlenk es utilizar uno o más ciclos de "aspiración-rellenado", por lo general mediante una línea de gas, también llamada línea de Schlenk. Este método consiste en aspirar el aire del frasco y reemplazar el vacío resultante con un gas inerte. Por ejemplo, la evacuación del matraz hasta una presión de 1 mm Hg y la reposición de la atmósfera con gas inerte a la presión ordinaria de 760 mm Hg deja sólo un 0,13% de la atmósfera original (1/760 x 100%). Dos ciclos de aspiración-rellenado dejan sólo un 0,000173% (es decir 1/7602 × 100%). La mayoría de las líneas de Schlenk alcanzan fácil y rápidamente vacíos de 1 mm de Hg.

## Variedades
Cuando se utilizan sistemas Schlenk, matraces, tubos o filtros, el uso de grasa es necesario en las válvulas de corte y en las conexiones de vidrio esmerilado para proporcionar un sellado a prueba de fuga de gases y evitar que se fusionen o peguen entre sí las piezas de cristal. Por el contrario, las válvulas de conexión de teflón puede tener un poco de aceite como lubricante, pero no grasa. Después de conectar o desconectar un elemento de Schlenk en una línea de vacío se supone que deberán quedar libres de aire libre a través de una serie de ciclos de aspiración y rellenado con gas inerte.

### Matraz Schlenk normal

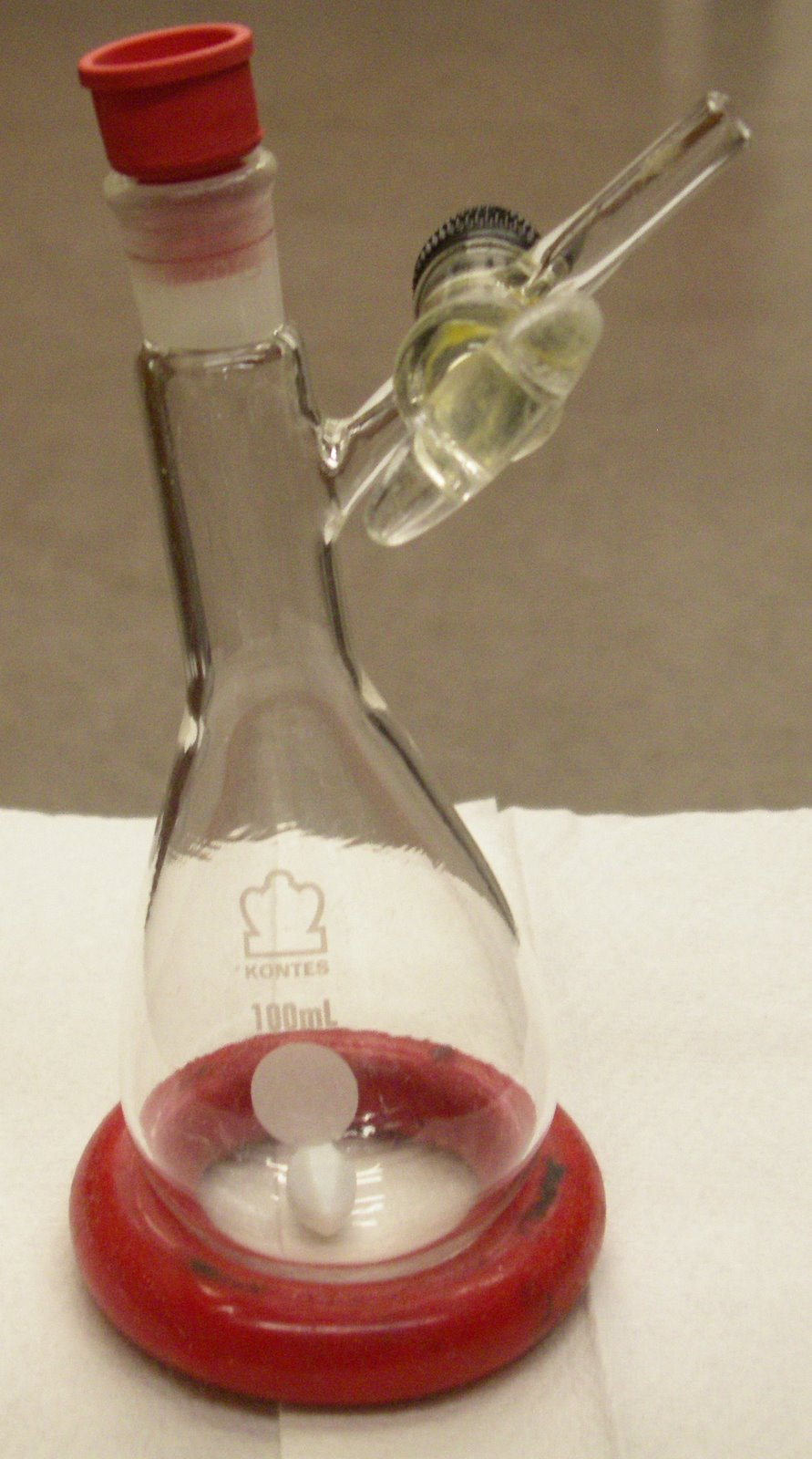
Matraz Schlenk con forma de pera. El brazo del matraz tiene una válvula de corte o llave de paso, de vidrio esmerilado engrasado. El matraz está tapado con un septo Suba•Seal que no ha sido retirado.

Un matraz Schlenk normal es un matraz de fondo redondo o con forma de pera, o un frasco tubular con una junta de vidrio esmerilado en su parte superior y un brazo lateral de menor diámetro. El brazo lateral contiene una válvula, por lo general una llave de paso de vidrio engrasado, que se utiliza para controlar la exposición del matraz a un recipiente colector o a la atmósfera. Esto permite añadir otros elementos al matraz a través de la junta de vidrio esmerilado, que se tapa finalmente con un septo o tapón. Esta operación puede hacerse en una caja de guantes. El frasco puede ser sacado de la caja de guantes y llevado a una línea de Schlenk. Una vez conectado a la línea de Schlenk, se puede aplicar al frasco un gas inerte y/o hacerle vacío, según sea necesario. Mientras que el matraz sea conectado a la línea bajo una presión positiva de gas inerte, el tapón se puede reemplazar con otro aparato, por ejemplo, un condensador de reflujo. Una vez que las manipulaciones se completan, el contenido puede ser secado al vacío y sometido a un vacío estático mediante el cierre de la válvula que cierra el brazo lateral. Estos frascos que han sido evacuados se pueden llevar de nuevo a una caja de guantes para una manipulación adicional o almacenamiento del contenido de los matraces.

### Bomba Schlenk

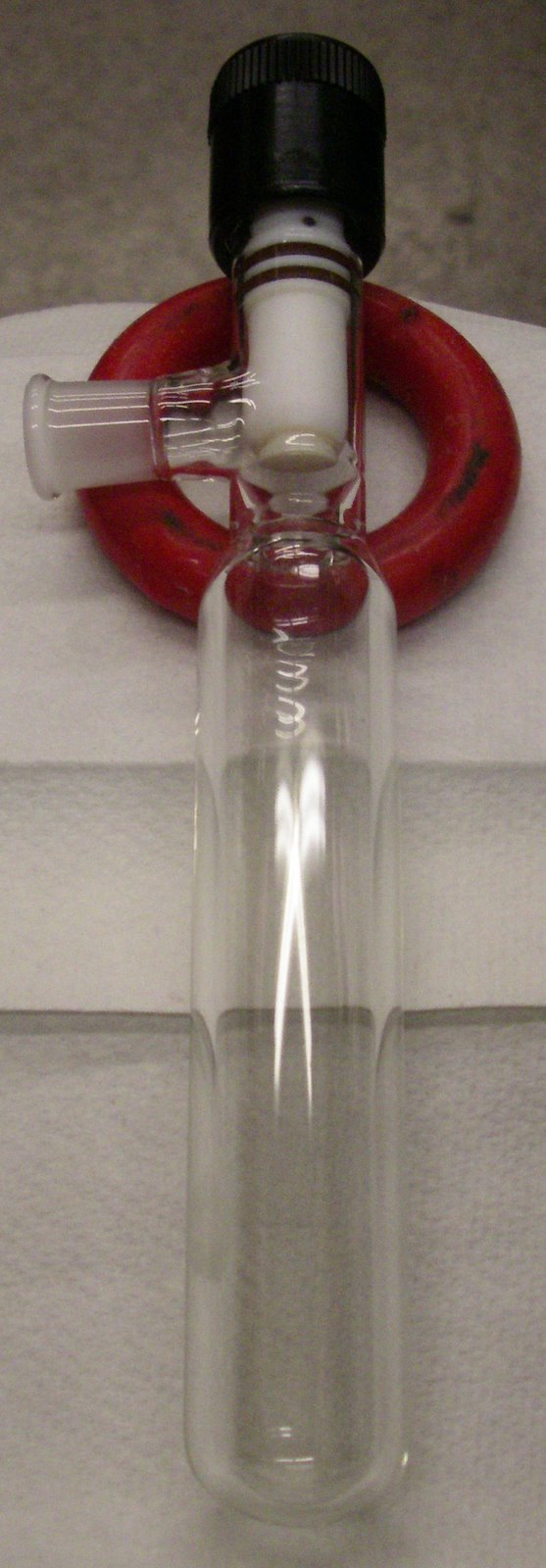
Bomba de Schlenk, de paredes rectas, en forma de tubo equipada con una válvula de conexión de diámetro grande, diseñada para reacciones a alta temperatura en sistema cerrado.

Una bomba de Schlenk es la denominación que reciben los elementos de Schlenk que poseen una sola abertura a la que se accede mediante la apertura de una válvula o tapón de cierre, normalmente fabricado en teflón. Este diseño permite a una bomba Schlenk un sellado más completo que un matraz Schlenk normal aunque estén insertados su tapón o una tapa de vidrio. Las bombas Schlenk suelen tener formas estrechas, con fondos redondos y paredes en forma de tubo. Las bombas Schlenk se utilizan a menudo para llevar a cabo reacciones a presiones y temperaturas elevadas en sistema cerrado. Además, todas las bombas Schlenk están diseñadas para soportar el diferencial de presión creado en la antecámara al bombear disolventes en una caja de guantes.
En la práctica las bombas Schlenk puede realizar muchas de las funciones de un matraz Schlenk normal. Aun cuando la apertura se utiliza para conectar una bomba a un colector, también se pueden quitar para agregar o quitar sustancias. En algunas situaciones, sin embargo, las bombas Schlenk son menos convenientes que los matraces Schlenk estándar: les falta una junta de vidrio esmerilado para conectar aparatos adicionales, la apertura proporcionada por las válvulas de conexión puede ser de difícil acceso para una espátula, y puede ser mucho más sencillo trabajar con un tapón diseñado para adaptarse a una junta de vidrio esmerilado que con un tapón de teflón.
El nombre de "bomba" a menudo se aplica a contenedores utilizados a presión elevada como una bomba calorímetrica o calorímetro de bomba. Aunque el cristal no iguala la presión y resistencia mecánica soportables por los recipientes de metal, tiene varias ventajas. El vidrio permite la inspección visual de una reacción en curso, es inerte para una amplia gama de condiciones de reacción y sustratos, es generalmente más compatible con el vidrio de laboratorio común, y es más fácil de limpiar y de comprobar su limpieza.

### Matraz Straus

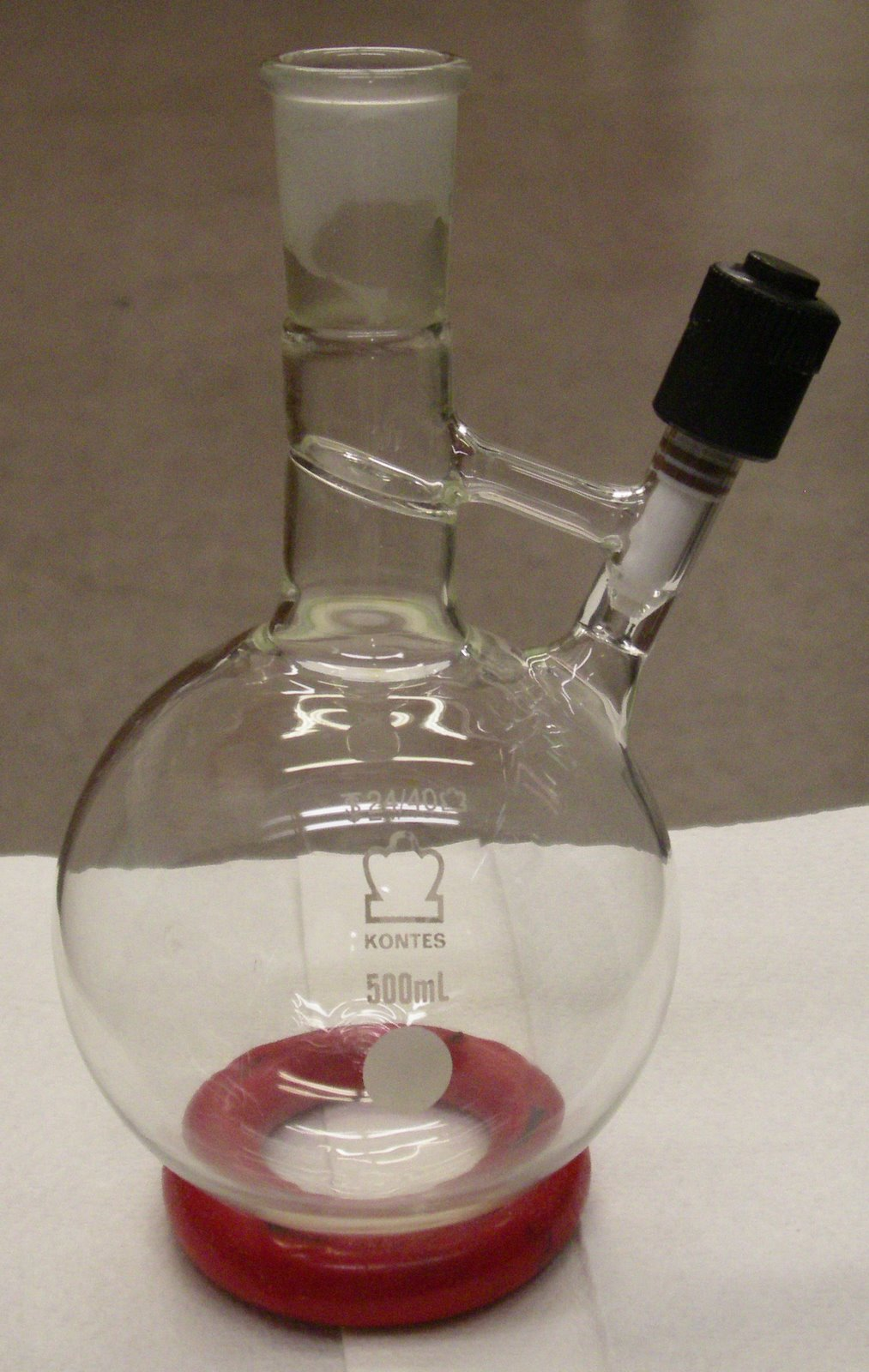
Un matraz Straus también es llamado bomba de disolvente, término que se aplica a cualquier bomba Schlenk dedicada al almacenamiento de disolventes. Es la construcción del cuello del matraz lo que hace único y diferente a un matraz Straus.

Un matraz Straus (a menudo mal escrito "Strauss") es una variedad de matraz "bomba" desarrollado originalmente por Daniel A. Straus y licenciada a Kontes Glass Company, comúnmente utilizados para el almacenamiento de disolventes secados y desgasificados. Los matraces Straus se diferencian principalmente de otras "bombas" por la estructura de su cuello. En estos matraces, dos cuellos están acoplados a un matraz de fondo redondo, uno más grande que el otro. El cuello más grande termina en una junta de vidrio esmerilado y está permanentemente dividido por el vidrio soplado de acceso directo al frasco. El cuello más pequeño incluye las roscas necesarias para un tapón de teflón que se atornilla en perpendicular al frasco. Los dos cuellos están unidos mediante un tubo de vidrio. La junta de vidrio esmerilado se puede conectar a un colector directamente o a través de un adaptador y una manguera. Una vez conectado, el tapón de la válvula puede ser parcialmente abierto para permitir que el disolvente entre en el matraz de Straus para ser transferido en condiciones de vacío a otros recipientes. O bien, una vez conectado a la línea, el cuello puede ser puesto bajo una presión positiva de gas inerte y el tapón de la válvula puede ser totalmente eliminado. Esto permite el acceso directo al frasco a través de un tubo de vidrio estrecho ahora protegido por una cortina de gas inerte. El disolvente puede ser transferido a través de una cánula a otro frasco. Por el contrario, las otras conexiones de los matraces bomba no son necesariamente la ubicación ideal para proteger la atmósfera del matraz de la atmósfera externa.

### Recipiente de disolvente

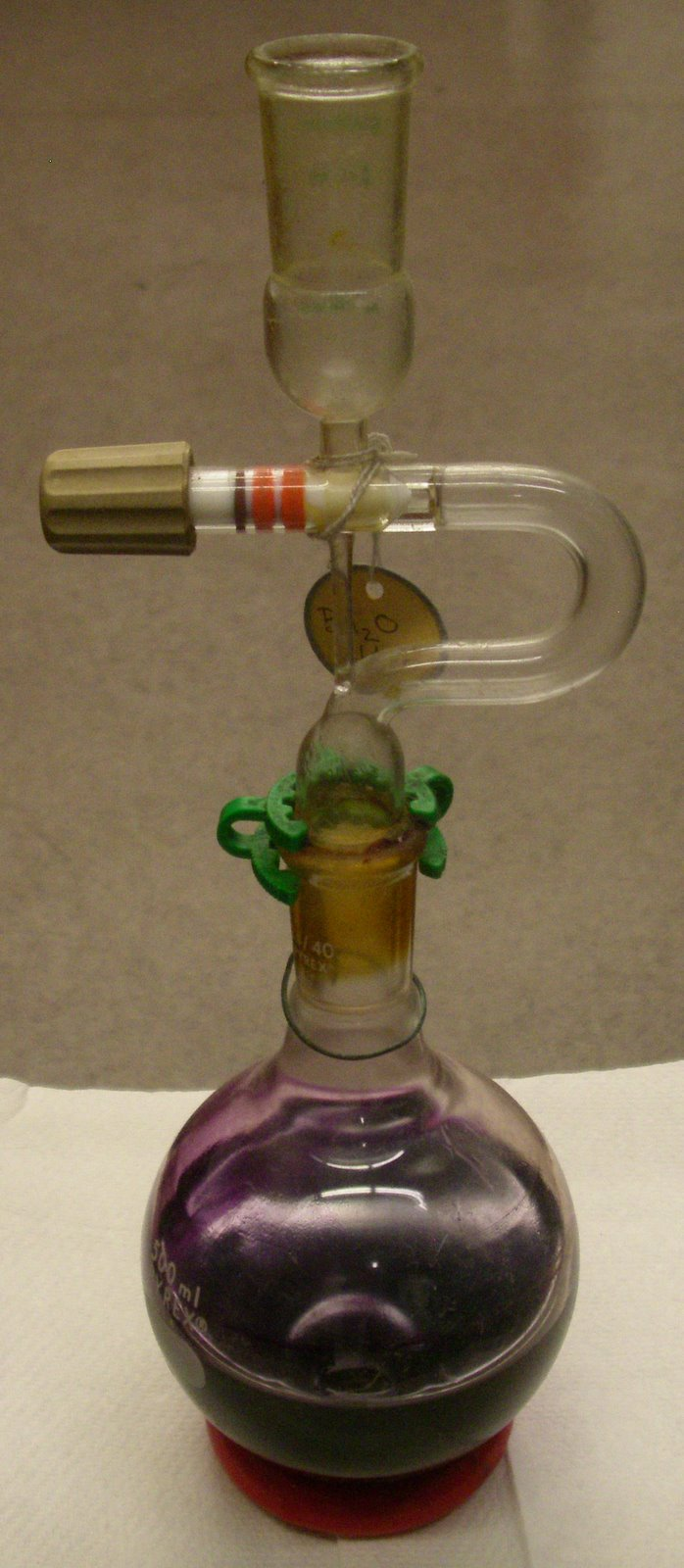
Un recipiente de disolvente listo para tener su contenido seco y desgasificado, transferido al vacío a otro recipiente de reacción. Contiene dibutil éter seco sobre sodio y benzofenona, que le da su color morado.

Los matraces Straus son distintos de los "recipientes de disolvente", que son frascos que contienen un disolvente, así como agentes de secado. Los recipientes de disolvente no suelen ser bombas, ni incluso matraces Schlenk en el sentido clásico. La configuración más común de un recipiente de disolvente es un matraz de fondo redondo simple conectado a un adaptador de 180° equipado con algún tipo de válvula. El recipiente se puede conectar a una línea de vacío y el contenido destilado o transferido al vacío a otros frascos sin agentes solubles de secado, ni agua, oxígeno o nitrógeno. El término "recipiente de disolvente" también puede referirse al frasco que contiene los agentes de secado en un clásico aparato de destilación. Debido a los riesgos de incendio, los aparatos de destilación han sido reemplazados por columnas de disolvente en las que el disolvente desgasificado es forzado a pasar a través de un agente insoluble de secado antes de ser recogido. El disolvente normalmente es recogido de las columnas de disolvente a través de una aguja conectada a la columna, que penetra en el tapón de un frasco o por medio de una junta de vidrio esmerilado conectada a la columna, como en el caso de un matraz Straus.